# 愛岐トンネル (中央本線)
愛岐トンネル（あいぎトンネル）は、JR中央本線の古虎渓駅 - 定光寺駅間にある鉄道トンネルである。
岐阜県多治見市と愛知県春日井市の間にあり、愛岐トンネルの名称は、愛知県と岐阜県の県境のトンネルであることに由来する。

## 概要
全長2,910m。JR東海所管の中央本線では、最長のトンネルである。
1966年（昭和41年）3月12日より使用開始。同年5月14日に瑞浪駅 - 名古屋駅間電化。

## その他
1900年（明治33年）7月25日、名古屋駅 - 多治見駅間が開業時、高蔵寺駅 - 多治見駅間の庄内川（土岐川・玉野川）の渓谷地帯は14箇所のトンネル（愛岐トンネル群）があり、この工事には多くの犠牲者がでたという。これらのトンネルは廃線となり、保線用道路などにも使用されている。2009年（平成21年）2月に「旧国鉄中央線の隧道群」として近代化産業遺産・続33に認定されている。現存するトンネルは13ヶ所（春日井市側に6基、多治見市側に7基）。